# Karl Elsener
Karl Elsener (9 de octubre de 1860-26 de diciembre de 1918) fue un inventor, cuchillero y empresario suizo.
Karl Elsener fue aprendiz de cuchillero en Zug. Después de varios años de aprendizaje, abrió en 1884 una fábrica en Ibach, Suiza, para fabricar cuchillos y material quirúrgico. Tiempo después, en 1891, empezó la fabricación de la Navaja Suiza para el Ejército Suizo (que con en paso del tiempo mejoraron las navajas) en una empresa que más tarde se llamaría Victorinox en honor a su madre y al acero inoxidable.
Desde 1912 hasta 1918 Elsener fue miembro del parlamento cantonal del Cantón de Schwyz. Se casó tres veces en su vida.
Después de él, su hijo Carl Elsener (1886-1950), su nieto Carl Elsener Sr. (1922-2013) y su bisnieto Carl Elsener Jr. (nacido en 1958) dirigen la compañía Victorinox.